# LS 5039
| Daten von LS 5039 Röntgendoppelstern                                  | Daten von LS 5039 Röntgendoppelstern         |
| --------------------------------------------------------------------- | -------------------------------------------- |
| Sternbild                                                             | Schild                                       |
| Position Epoche: J2000.0 Äquinoktium: J2000.0                         |                                              |
| Rektaszension                                                         | 18h 26m 15,1s                                |
| Deklination                                                           | −14° 50′ 54″                                 |
| Doppelstern-System                                                    |                                              |
| Typ                                                                   | Massereicher Röntgendoppelstern, Mikroquasar |
| Entfernung                                                            | ca. 2,5 kpc (ca. 8,2 kLj)                    |
| Umlaufperiode                                                         | 3,906 d                                      |
| Exzentrizität                                                         | 0,35 ± 0,04                                  |
| Optische / stellare Komponente                                        |                                              |
| Scheinbare Helligkeit (V-Band)                                        | 11,2 mag                                     |
| Spektralklasse                                                        | O6.5 V                                       |
| Radius                                                                | ca. 9 R☉                                     |
| Masse                                                                 | ca. 23 M☉                                    |
| Katalogbezeichnungen                                                  |                                              |
| LS 5039, RX J1826.2-1450, HESS J1826-148, V479 Scuti, TYC 5702-1197-1 |                                              |

LS 5039, auch bekannt unter der Variablen-Bezeichnung V479 Scuti (kurz: V479 Sct), ist ein massereicher Röntgendoppelstern und Mikroquasar im Sternbild Schild.
Das System besteht aus einem kompakten Objekt und einem Blauen Riesen der Spektralklasse O, die einander in einem engen Orbit in knapp 4 Tagen umlaufen. Die genaue Natur des kompakten Objektes in LS 5039 ist noch Gegenstand der Forschung; es könnte sich um ein Schwarzes Loch oder einen Neutronenstern handeln.

Das System ist Quelle von Röntgen- sowie von Gammastrahlung mit Energien bis in den TeV-Bereich.